# Antaifasy
Les Antefasy – « ceux qui vivent dans les sables », – est une ethnie malgache vivant sur la côte sud-est de l'île, dans la région de Farafangana.

## Société
Les informations sur les origines de l'Antaifasy ne sont pas exactes. En tout cas, le groupe malgache au sein du bloc d'affinité des peuples malais constitue les Antaifasy. Il ne se trouve qu'à Madagascar. L'ethnie Antaifasy était historiquement divisée en trois clans à partir des trois fils du patriarche du tribu Antefasy Andriambolanony: Marofela, Randroy et Rantsirana. Les rois des antefasy sont issus du clan Marofela.

## Histoire
- L'année 1680 marque le début des conflits entre les Antaifasy et les peuples voisins, les Antaimoro. Les conflits entre les ethnies continuaient tout au long du XVIIIe siècle. Heureusement, le roi Maseba a libéré les Antaifasy de la domination des Antaimoro. Encore au XVIIIe siècle , le roi Ifara ait pris l'initiative de monopoliser le commerce côtier avec les navires européens et de contrôler ainsi les échanges le long de la rivière Manampatra[3].
- En 1827, le royaume d'Antaifasy devint un état vassal du royaume d'Imerina dans les hauts plateaux du centre après l'envahissement par l'armée merina[4].

- Les Antaifasy avaient pu résister au régime Merina jusqu'à ce qu'une campagne militaire soit dirigé par le  Premier ministre de Madagascar, Rainivoninahitriniony en 1852 pour renforcer l'autorité Merina sur la région.
- Les hommes Antaifasy capturés lors des conquêtes militaires de Merina entre 1820 et 1853 étaient majoritairement  tués, les femmes et les enfants avaient été livrés dans des travaux forcés (fanompoana) à Antananarivo et se trouvaient esclave avec d'autres groupes ethniques, sous l'autorité du royaume d'Imerina au XIXe siècle[5].

## Vêtements traditionnels
Les Antaifasy portent des vêtements particuliers:
- Les vêtements traditionnels Antaifasy étaient fabriqués à partir de tissus d'écorce ou de nattes tissées avec des roseaux ou des chaux cousus ensemble.
- Des mélanges de fibres ont été utilisés pour donner de la brillance et de la douceur lors de la fabrication de la soie. Ce dernier est devenu un produit commercial reconnu de la région.
- Pour les femmes, ce matériau était cousu pour former un tube qui était ceinturé à la taille ou enroulé à l'épaule.  Des turbans de roseau ou un haut court avec ou sans manches étaient portés par les femmes et adolescentes pour couvrir les seins.
- Les hommes portaient des chapeaux tissés, un pagne d'écorce et par-dessus ils portaient généralement un gilet ou une tunique accompagnées des manches  pour les hommes plus âgés.

## Religions
Les Antaifasy pratiquent principalement l'ethnoréligion, elle est profondément enracinée dans l'identité ethnique de ces peuples. 20% seulement sont chrétiens dont 45% sont catholiques romains, 25% protestants et 30% de groupes chrétiens indépendants.

## Traditions
Les Antaifasy ont une tradition particulière quand on parle de funérailles, ils ont la tradition d'enterrer les morts placés dans une maison funéraire qu’ils appelaient “Kibori” accompagnés de tous leurs biens au milieu de la forêt sacrée loin du village. 